# Santa Rita (Pampanga)
Santa Rita es un municipio filipino de cuarta clase, perteneciente a la provincia de la Pampanga, en la isla de Luzón.

## Historia
Hacia mediados del siglo XIX, el lugar tenía contabilizada una población de 4591 habitantes, repartidos en 722 casas. Aparece descrito en el segundo volumen del Diccionario geográfico, estadístico, histórico de las Islas Filipinas (1851) de Manuel Buzeta Núñez y Felipe Bravo con las siguientes palabras:

Rita (Santa): pueblo con cura y gobernadorcillo en la isla de Luzon, prov. de la Pampanga, arz. de Manila, sit en los 124° 15' long., 15° 20' lat., á la orilla de un riachuelo, en terr. llano y clima templado. Hay en este pueblo una iglesia parroquial de buena fábrica, servida por un cura regular, una escuela de primeras letras casa parroquial, otra de comunidad llamada tribunal, donde se halla la cárcel, y unas 722 de particulares. Los caminos son regulares; uno conduce al pueblo de Porac y otro al de Lubao. Confina el térm. por N. con el de Coliat, cuyo pueblo dista 3 leg., por N. E. con el de los Angeles, á 3 id., por S. E. con los de Guaga y Betis, distante una leg. cada uno, por E. con Bacolor cab. de la prov. á 1 ¼ leg., por S. con el de Lubao á 1 ¼ id., y por O. con el de Porac á 1 id. El terr. es llano y fértil, produce arroz, maiz, caña dulce, abacá, algodon, ajonjolí, legumbres y frutas. Ind.: los naturales de este pueblo tienen por principal ocupacion la agricultura, habiendo tambien algunos que se dedican á la fabricacion de algunas telas, aunque esta por lo general es labor de las mugeres. Pobl. 4,591 alm., trib. 1,032 ½.
(Buzeta y Bravo, 1851, pp. 413-414)

En 2020, tenía censados 48 209 habitantes.